# Hans Dieter Wendt
Hans Dieter Wendt (* 14. Dezember 1930 in Leipzig; † 2009) war ein deutscher Politiker der FDP.

## Leben
Wendt war als Journalist, Medienberater und Mitglied der Geschäftsführung der Bundesvereinigung Deutscher Apothekerverbände tätig.

## Politik
Wendt war von 1946 bis 1950 Mitglied im LDP-Stadtverband Leipzig und Vorsitzender des Jugendbeirates in Leipzig-Nord. Am 17. Januar 1950 erfolgte seine Verhaftung und ein Verhör durch den NKWD. Anfang Mai 1950 floh Wendt nach West-Berlin. Später wurde er Vorsitzender der Hamburger Liberalen Hochschulgruppe (LHG). Ab 1953 war er Präsident des Weltbundes Liberaler Studenten und von 1953 bis 1955 Bundesvorsitzender des Liberalen Studentenbundes Deutschlands (LSD). Ab 1955 war er Mitglied im Königsteiner Kreis. Wendt war 1954/55 Mitglied des FDP-Bundesvorstands.
Unterlagen über seine politische Tätigkeit werden im Archiv des Liberalismus der Friedrich-Naumann-Stiftung für die Freiheit in Gummersbach (NRW) aufbewahrt. Wendt war Mitglied der Hamburger Freimaurerloge Ferdinnade Caroline zu den 3 Sternen.
| Personendaten    | Personendaten                  |
| ---------------- | ------------------------------ |
| NAME             | Wendt, Hans Dieter             |
| KURZBESCHREIBUNG | deutscher Politiker (FDP/LDPD) |
| GEBURTSDATUM     | 14. Dezember 1930              |
| GEBURTSORT       | Leipzig                        |
| STERBEDATUM      | 2009                           |